# Llista d'escriptors noruecs
Aquesta és la llista d'escriptors noruecs ordenats per any de naixement. El segle on estan col·locats indica aquell en el qual van escriure les obres principals.

## Segle XVI
- Absalon Pedersson Beyer (1528–1575)
- Peder Claussøn Friis (1545–1614)

## Seglexvii
- Dorothe Engelbretsdotter (1634–1713)
- Petter Dass (1647–1707)

## Seglexviii
- Ludvig Holberg (1684–1754)
- Christian Braunmann Tullin (1728–1765)
- Johan Herman Wessel (1742–1785)
- Thomas Rosing de Stockfleth (1742–1808)
- Johan Nordahl Brun (1745–1816)
- Claus Rosing (1746–1791)
- Claus Frimann (1746–1829)
- Johan Vibe (1746–1782)
- Edvard Storm (1749–1794)
- Jonas Rein (1760–1842)
- Jens Zetlitz (1761–1821)

## Seglexix
| - Henrik Anker Bjerregaard (1792–1842) - Conrad Nicolai Schwach (1793–1860) - Maurits Hansen (1794–1842) - Johan Sebastian Welhaven (1807–1873) - Henrik Wergeland (1808–1845) - Andreas Munch (1811–1884) - Peter Christen Asbjørnsen (1812–1885) - Bernhard Herre (1812–1849) - Jørgen Moe (1813–1882) - Camilla Collett (1813–1895) - Ivar Aasen (1813–1896) | - Aasmund Olavsson Vinje (1818–1870) - Henrik Ibsen (1828–1906) - Bjørnstjerne Bjørnson (1832–1910) - Jonas Lie (1833–1908) - Kristian Elster d.e. (1841–1881) - Amalie Skram (1846–1905) - Nordahl Rolfsen (1848–1928) - Alexander Kielland (1849–1906) - Jonas Dahl (1849–1919) - Arne Garborg (1851–1924) | - Christian Krohg (1852–1925) - Jacob Breda Bull (1853–1930) - Hans Jæger (1854–1910) - Per Sivle (1857–1904) - Gunnar Heiberg (1857–1929) - Jens Tvedt (1857–1935) - Knut Hamsun (1859–1952) - Anders Hovden (1860–1943) - Rasmus Løland (1861–1907) - Rudolf Muus (1862–1935) | - Hans Aanrud (1863–1953) - Nils Collett Vogt (1864–1937) - Hans Ernst Kinck (1865–1926) - Gabriel Finne (1866–1899) - Sigbjørn Obstfelder (1866–1900) - Tryggve Andersen (1866–1920) - Regine Normann (1867–1939) - Thomas Krag (1868–1913) - Bernt Lie (1868–1916) - Hjalmar Christensen (1869–1925) - Peter Egge (1869–1959) |

## Segle XX
| - Nils Kjær (1870–1924) - Vilhelm Krag (1871–1933) - Sven Moren (1871–1938) - Johan Bojer (1872–1959) - Nini Roll Anker (1873–1942) - Gabriel Scott (1874–1958) - Ragnhild Jølsen (1875–1908) - Olav Duun (1876–1939) - Kristofer Uppdal (1878–1961) - Johan Falkberget (1879–1967) - Cora Sandel (1880–1974) - Oskar Braaten (1881–1929) - Kristian Elster d.y. (1881–1947) - Marie Hamsun (1881–1969) - Sigrid Undset (1882–1949) - Olav Aukrust (1883–1929) - Olaf Benneche (1883–1931) - Olaf Bull (1883–1933) - Olav Nygard (1884–1924) - Sven Elvestad (1884–1934) - Olav Gullvåg (1885–1961) - Alf Larsen (1885–1967) - Magnhild Haalke (1885–1984) - Herman Wildenvey (1886–1959) - Tore Ørjasæter (1886–1968) - Arthur Omre (1887–1967) - Helge Krog (1889–1962) - Aslaug Vaa (1889–1965) - Arnulf Øverland (1889–1968) - Sigurd Hoel (1890–1960) - Inge Krokann (1893–1962) - Trygve Gulbranssen (1894–1962) - Mikkjel Fønhus (1894–1973) - Ronald Fangen (1895–1946) - Ingeborg Refling Hagen (1895–1989) - Gunnar Reiss-Andersen (1896–1964) - Ola Viker (1897–1972) - Tarjei Vesaas (1897–1970) - Emil Boyson (1897–1979) - Ernst Orvil (1898–1985) - Aksel Sandemose (1899–1965) - Gunnar Larsen (1900–1958) - Einar Skjæraasen (1900–1966) - Gunnar Emil Garfors (1900–1979) - Rudolf Nilsen (1901–1929) - Lars Berg (1901–1969) - Nordahl Grieg (1902–1943) - Johan Borgen (1902–1979) - Egil Rasmussen (1903–1964) - Ragnvald Skrede (1904–1983) | - Inger Hagerup (1905–1985) - Torborg Nedreaas (1906–1987) - Kåre Fasting (1907–1983) - Rolf Jacobsen (1907–1994) - Halldis Moren Vesaas (1907–1995) - Odd Bang-Hansen (1908–1984) - Elisabeth Dored (1908–1972) - Olav H. Hauge (1908–1994) - Nils Johan Rud (1908–1993) - Kristian Kristiansen (1909–1980) - Claes Gill (1910–1973) - Torolf Elster (1911–2006) - Sigurd Evensmo (1912–1978) - Thorbjørn Egner (1912–1990) - Magli Elster (1912–1993) - Odd Eidem (1913–1988) - Alf Prøysen (1914–1970) - Astrid Hjertenæs Andersen (1915–1985) - Agnar Mykle (1915–1994) - Carl Fredrik Engelstad (1915–1996) - Tor Jonsson (1916–1951) - Kåre Holt (1916–1997) - Ebba Haslund (1917-2009) - André Bjerke (1918–1985) - Hans Børli (1918–1989) - Johannes Heggland (1919-2008) - Richard Herrmann (1919-2010) - Jens Bjørneboe (1920–1976) - Kjell Aukrust (1920–2002) - Ragnhild Magerøy (1920) - Gunvor Hofmo (1921–1995) - Terje Stigen (1922) - Paal Brekke (1923–1993) - Arnljot Eggen (1923) - Odd Abrahamsen (1924–2001) - Finn Carling (1925–2004) - Bergljot Hobæk Haff (1925) - Anker Rogstad (1925–1994) - Marie Takvam (1926-2008) - Vera Henriksen (1927) - Erling Christie (1928–1996) - Gunnar Bull Gundersen (1929-1993) - Kjell Askildsen (1929) - Georg Johannesen (1931–2005) - Finn Alnæs (1932–1991) - Arvid Hanssen (1932–1998) - Axel Jensen (1932–2003) - Kolbein Falkeid (1933) - Johan Fredrik Grøgaard (1934) - Stein Mehren (1935) | - Bjørg Vik (1935) - Øystein Lønn (1936) - Fredrik Skagen (1936) - Arild Nyquist (1937–2004) - Karsten Alnæs (1938) - Anne Karin Elstad (1938) - Hans Herbjørnsrud (1938) - Tor Obrestad (1938) - Tor Åge Bringsværd (1939) - Jan Erik Vold (1939) - Einar Økland (1940) - Gerd Brantenberg (1941) - Knut Faldbakken (1941) - Dag Solstad (1941) - Tove Lie (1942) - Herbjørg Wassmo (1942) - Tor Edvin Dahl (1943) - Torill Thorstad Hauger (1943) - Jon Bing (1944) - Kjartan Fløgstad (1944) - Ingar Knudtsen (1944) - Jon Michelet (1944) - Espen Haavardsholm (1945) - Paal-Helge Haugen (1945) - Liv Køltzow (1945) - Britt Karin Larsen (1945) - Øyvind Myhre (1945) - Klaus Hagerup (1946) - Per Jan Ingebrigtsen (1946) - Gunnar Staalesen (1947) - Toril Brekke (1949) - Edvard Hoem (1949) - Kaj Skagen (1949) - Karin Sveen (1949) - Alf R. Jacobsen (1950) - Tomm Kristiansen (1950) - Steinar Løding (1950) - Per Knutsen (1951) - Steinar Lem (1951–2009) - Cecilie Løveid (1951) - Mari Osmundsen (1951) - Torild Wardenær (1951) - Ketil Bjørnstad (1952) - Jostein Gaarder (1952) - Jo Eggen (1952) - Ragnar Hovland (1952) - Tove Nilsen (1952) - Lars Amund Vaage (1952) - Per Petterson (1952) - Lars Saabye Christensen (1953) | - Jan Kjærstad (1953) - Tor Ulven (1953–1995) - Karin Fossum (1954) - Roy Jacobsen (1954) - Torgeir Schjerven (1954) - Thorvald Steen (1954) - Terje Dragseth (1955) - Ingvar Ambjørnsen (1956) - Rune Belsvik (1956) - Unni Lindell (1957) - Anne B. Ragde (1957) - Finn Øglænd (1957) - Torgrim Eggen (1958) - Anne Holt (1958) - Tom Egeland (1959) - Jon Fosse (1959) - Vigdis Hjorth (1959) - Ove Røsbak (1959) - Oystein Alme (1960) - Frode Grytten (1960) - Jo Nesbø (1960) - Knut Nærum (1961) - Gro Dahle (1962) - Elin Brodin (1963) - Liv Heløe (1963) - Terje Holtet Larsen (1963) - Merethe Lindstrøm (1963) - Levi Henriksen (1964) - Nikolaj Frobenius (1965) - Erik Fosnes Hansen (1965) - Øyvind Rimbereid (1966) - Linn Ullmann (1966) - Trude Brænne Larssen (1967) - Karl Ove Knausgård (1968) - Erlend Loe (1969) - Hanne Ørstavik (1969) - Carl Frode Tiller (1970) |

## Segle XXI
- Ari Behn (1972)
- Bertrand Besigye (1972)
- Pedro Carmona-Alvarez (1972)
- Henrik H. Langeland (1972)
- Tore Renberg (1972)
- Matias Faldbakken (1973)
- Gunnhild Øyehaug (1975)
- Ingeborg Arvola (1975)
- Morten Vågen (1975)
- Finn Ørjan Sæle (1975)
- Endre Lund Eriksen (1977)
- Anne-Pia Nygård (1977)
- Mette Karlsvik (1978)
- Johan Harstad (1979)